# Danh sách trận động đất ở Tonga
Dưới đây là Danh sách trận động đất ở Tonga có cường độ địa chấn từ 6.0 richter trở lên. Danh sách hiện tại chưa đầy đủ và dữ liệu cường độ chính xác rất hiếm với các trận động đất xảy ra trước khi phát triển các thiết bị đo hiện đại.

## Danh sách
| Ngày       | Tọa độ                                      | Mw  | MMI                | Thương vong | Thương vong |
| Ngày       | Tọa độ                                      | Mw  | MMI                | Chết        | Bị thương   |
| ---------- | ------------------------------------------- | --- | ------------------ | ----------- | ----------- |
| 23.05.2013 | 23°00′32″N 177°13′55″T / 23,009°N 177,232°T | 7.4 | MMI VI (Mạnh)      | -           | -           |
| 19.03.2009 | 23°08′N 174°35′T / 23,13°N 174,58°T         | 7.6 | MMI VII (Rất mạnh) | -           | -           |
| 04.05.2006 | 19°58′N 174°16′T / 19,97°N 174,27°T         | 8.0 | MMI VII (Rất mạnh) | -           | 1           |
| 22.06.1977 | 22°53′N 175°54′T / 22,88°N 175,9°T          | 7.2 | MMI IV (Tương đối) | 1           | -           |
| 30.04.1919 | 18°21′N 172°31′T / 18,35°N 172,52°T         | 8.1 | -                  | -           | -           |
| 18.11.1865 | 19°30′N 173°30′T / 19,5°N 173,5°T           | 8.0 | -                  | -           | -           |